# Бомбизов, Алексей Тихонович
Алексей Тихонович Бомбизов (1924—1995) — рядовой Советской Армии, участник Великой Отечественной войны, полный кавалер ордена Славы.

## Биография
Алексей Бомбизов родился 24 февраля (по другим данным — 12 сентября) 1924 года в деревне Цыгановка (ныне — Починковский район Смоленской области). После окончания семилетней школы учился в школе фабрично-заводского ученичества в Ленинграде. В начале Великой Отечественной войны был отправлен в эвакуацию на Урал, где работал слесарем на заводе. В 1942 году Бомбизов был призван на службу в Рабоче-крестьянскую Красную Армию. С января 1943 года — на фронтах Великой Отечественной войны. Воевал разведчиком 1214-го лёгкого артиллерийского полка 48-й лёгкой артиллерийской бригады 12-й артиллерийской дивизии прорыва.
В первый раз отличился во время освобождения Гомельской области Белорусской ССР. В ноябре 1943 года во время боя за деревню Гончаров Подел Речицкого района Бомбизов лично забросал гранатами немецкий дзот, а затем, ворвавшись в траншею, уничтожил 5 вражеских солдат. 17 ноября 1943 года он был награждён орденом Славы 3-й степени.
Повторно отличился во время освобождения Польши. В бою за населённый пункт Кунерсдорф (ныне — Кновице) Бомбизов, ведя наблюдение за вражескими войсками, корректировал огонь артиллерии, что позволило сорвать немецкую контратаку. В том бою он получил ранение, но остался в строю. В марте 1945 года Бомбизов был награждён орденом Славы 2-й степени.
В третий раз отличился во время боёв на Одере. В апреле 1945 года Бомбизов участвовал в прорыве немецкой обороны с плацдарма в районе города Лебус, лично уничтожив 6 вражеских солдат и взяв в плен ещё несколько. Во время того боя он вынес на себе из-под вражеского огня получившего ранение командира дивизиона.
Указом Президиума Верховного Совета СССР от 15 мая 1946 года Алексей Тихонович Бомбизов был награждён орденом Славы 1-й степени.
В 1947 году Бомбизов был демобилизован. Проживал на родине, работал бригадиром, председателем колхоза, плотником. Скончался 20 сентября (по другим данным — 13 октября) 1995 года, похоронен на кладбище у села Даньково Починковского района.
Был также награждён орденами Отечественной войны 1-й и 2-й степени и Красной Звезды, рядом медалей.